# Bahnhof St. Johann im Pongau

Der Bahnhof St. Johann im Pongau ist ein Durchgangsbahnhof an der Salzburg-Tiroler-Bahn, bei dem Nahverkehrs- und Fernverkehrszüge halten.

## Geschichte
Der Bahnhof Sankt Johann im Pongau wurde um 1944 als Markt Pongau bezeichnet. Den jetzigen Namen bekam der Bahnhof im Jahre 1955.

## Linien
Am Durchgangsbahnhof halten täglich mehrere Nah- und Fernverkehrszüge, wie auch drei Buslinien, welche Sankt Johann mit den Nachbarorten verbinden.
| Zuggattung/ Linie | Streckenverlauf | Taktfrequenz                                               |
| ----------------- | --- | ---------------------------------------------------------- |
| [ 1 ]             | Wörgl Hbf – Saalfelden – Zell am See Bahnhof – Schwarzach St. Veit – Sankt Johann im Pongau – Bischofshofen – Golling-Abtenau Bahnhof – Hallein – Salzburg Süd – Salzburg Hbf – Zell am See – Salzburg Hbf | Zweistundentakt                                            |
| BLB               | Bad Reichenhall – Piding – Freilassing – Salzburg Mülln-Altstadt – Salzburg Hbf – Hallein – Golling-Abtenau – Sankt Johann im Pongau – Schwarzach-St. Veit (– Saalfelden)                                  | Stundentakt (Mo–Sa: Halbstundentakt Freilassing – Golling) |
| [ 2 ]             | Graz Hbf – Salzburg Hbf Graz Hbf – München Hbf – Frankfurt/Main Hbf – Erfurt Hbf – Saarbrücken Hbf Flughafen Wien – Klagenfurt Hbf                                                                         | Einzelne Züge                                              |
| [ 3 ]             | Sankt Johann im Pongau Bhf - (Linie: 530,540,051) - Sankt Johann im Pongau Postamt, Kleinarl Jägersee | Einzelne Verbindungen                                      |